# Lake Helen
Lake Helen es una ciudad ubicada en el condado de Volusia en el estado estadounidense de Florida. En el Censo de 2010 tenía una población de 2.624 habitantes y una densidad poblacional de 222,52 personas por km².

## Geografía
Lake Helen se encuentra ubicada en las coordenadas 28°58′57″N 81°13′51″O / 28.98250, -81.23083. Según la Oficina del Censo de los Estados Unidos, Lake Helen tiene una superficie total de 11.79 km², de la cual 11.46 km² corresponden a tierra firme y (2.83%) 0.33 km² es agua.

## Demografía
Según el censo de 2010, había 2.624 personas residiendo en Lake Helen. La densidad de población era de 222,52 hab./km². De los 2.624 habitantes, Lake Helen estaba compuesto por el 87.12% blancos, el 9.15% eran afroamericanos, el 0.46% eran amerindios, el 0.34% eran asiáticos, el 0% eran isleños del Pacífico, el 0.8% eran de otras razas y el 2.13% pertenecían a dos o más razas. Del total de la población el 4.34% eran hispanos o latinos de cualquier raza.